# Rafik El Hamdi
Rafik El Hamdi (Purmerend, 3 januari 1994) is een Nederlands voetballer met Marokkaanse roots. Hij speelde als profvoetballer voor FC Volendam en Chabab Rif Al Hoceima. 

## Clubcarrière
El Hamdi speelde tot 2008 in de jeugdopleiding van EVC, waarna hij overstapte naar FC Volendam. In het seizoen 2014-2015 sloot hij aan bij de selectie. Op 16 maart 2015 speelde hij de laatste zes minuten mee in de competitiewedstrijd tegen NEC. Hij verving Tom Overtoom. In april 2015 tekende hij zijn eerste profcontract na eerst op amateurbasis uit te zijn gekomen voor FC Volendam. In het seizoen 2015/16 werd El Hamdi onder nieuwe trainer Robert Molenaar basisspeler. El Hamdi bereikte met FC Volendam de play-offs om promotie, maar hierin was MVV te sterk. Het volgende seizoen kwam de middenvelder weinig meer voor in de plannen van Robert Molenaar en moest hij genoegen nemen met een plaats op de bank. Door divers blessureleed kwam hij vanaf november 2016 maarliefst een jaar niet in actie. Op 3 november 2017 volgde zijn rentree in een met 1-0 gewonnen wedstrijd tegen Jong PSV. Twee weken later kwam hij tegen FC Emmen opnieuw in actie, zij het als invaller. Tijdens de winterstop liep El Hamdi op een training een dubbele polsbreuk op, waarmee het seizoen voor hem ten einde kwam. FC Volendam besloot aan het einde van het seizoen om het aflopende contract van de speler niet te verlengen.
Na een korte periode bij het Marokkaanse Chabab Rif Al Hoceima ging hij in het Nederlandse amateurvoetbal spelen, eerst bij VV Eemdijk en later bij VVOG. Op 1 januari 2022 werd bekend dat El Hamdi (al dan niet tijdelijk) zou stoppen met voetbal, omdat hij naar eigen zeggen de motivatie en het plezier in het spel misde. In februari sloot hij echter al weer aan bij de eerste selectie. Diezelfde maand werd bekend dat El Hamdi zijn loopbaan het volgende seizoen zou vervolgen bij Sportlust '46.

## Statistieken in het betaalde voetbal
| Seizoen     | Club                  | Land        | Competitie     | Competitie | Competitie | Beker | Beker | Play-offs | Play-offs | Totaal | Totaal |
| Seizoen     | Club                  | Land        | Competitie     | Wed.       | Dlp.       | Wed.  | Dlp.  | Wed.      | Dlp.      | Wed.   | Dlp.   |
| ----------- | --------------------- | ----------- | -------------- | ---------- | ---------- | ----- | ----- | --------- | --------- | ------ | ------ |
| 2014/15     | FC Volendam           | Nederland   | Eerste divisie | 1          | 0          | 0     | 0     | 0         | 0         | 1      | 0      |
| 2015/16     | FC Volendam           | Nederland   | Eerste divisie | 28         | 1          | 1     | 0     | 1         | 0         | 30     | 1      |
| 2016/17     | FC Volendam           | Nederland   | Eerste divisie | 1          | 0          | 2     | 0     | 0         | 0         | 3      | 0      |
| 2017/18     | FC Volendam           | Nederland   | Eerste divisie | 2          | 0          | 0     | 0     | 0         | 0         | 2      | 0      |
| Club totaal | Club totaal           | Club totaal | Club totaal    | 32         | 1          | 3     | 0     | 1         | 0         | 36     | 1      |
| 2018/19     | Chabab Rif Al Hoceima | Marokko     | Botola Pro     | 2          | 0          | 0     | 0     | 0         | 0         | 2      | 0      |
| Club totaal | Club totaal           | Club totaal | Club totaal    | 2          | 0          | 0     | 0     | 0         | 0         | 2      | 0      |